# آوتاندیلی تچریکیشویلی
آوتاندیلی تچریکیشویلی (انگلیسی: Avtandili Tchrikishvili؛ زادهٔ ۱۸ مارس ۱۹۹۱) جودوکار اهل گرجستان است. وی از سال ۲۰۰۸ میلادی تاکنون مشغول فعالیت بوده‌است.